# Manuel Casanova Carrera
Manuel Casanova Carrera (c. 1889-1961) fue un periodista, escritor y político español. A lo largo de su carrera llegó a ejercer como director de varios periódicos, colaborando a posteriori con la prensa del «Movimiento». Durante la Dictadura franquista sería gobernador civil de la provincia de Toledo y procurador en las Cortes franquistas.

## Biografía
Nacido en la localidad gaditana de Sanlúcar de Barrameda, realizó estudios de derecho por la Universidad de Sevilla. Desde temprana edad se dedicó al periodismo. Instalado en Zaragoza, en su juventud dirigió el Diario de Avisos y el Diario de Huesca, así como el semanario oscense La Prensa. Posteriormente dirigiría el Heraldo de Aragón entre 1934 y 1938. En esta etapa zaragozana llegaría a mantener una relación sentimental con la pianista aragonesa Pilar Bayona.
Tras el estallido de la Guerra civil se adhirió a las fuerzas sublevadas y llegó a trabajar como reportero de guerra. Durante una visita al frente de Madrid fue hecho prisionero por los republicanos, siendo encarcelado y posteriormente condenado a muerte. Tras dos años de cautiverio regresó a la zona sublevada por un canje de prisioneros entre ambos bandos.
Hombre totalmente identificado con el franquismo, ejerció como gobernador civil de la provincia de Toledo entre 1939 y 1944. Durante su mandato designó al ginecólogo José Rivera Lema como alcalde de Toledo, en diciembre de 1939; sin embargo, debido a los conflictos que ambos mantuvieron, Rivera sería cesado en 1941 y sustituido por Andrés Marín. En marzo de 1945 fue nombrado director la semanario gráfico Fotos, perteneciente a la llamada «Prensa del Movimiento». Posteriormente dirigió el diario deportivo Marca, entre 1946 y 1947. Aficionado al mundo de la tauromaquia, también llegó a dirigir durante un tiempo el semanario taurino El Ruedo.
En 1951 fue nombrado jefe del Sindicato Nacional del Espectáculo, cargo que mantuvo hasta su cese en 1956.
Falleció en un accidente de tráfico el 29 de septiembre de 1961, cerca de Almansa, a los 72 años.

## Distinciones
- Encomienda con Placa de la Orden de Cisneros (1953)[16]

## Obras
- —— (1941). Se prorroga el estado de alarma. Memorias de un prisionero.  Editorial Católica Toledana.